# Логнормальний розподіл
Логнорма́льний розпо́діл у теорії ймовірностей — двопараметричне сімейство абсолютно неперервних розподілів. Якщо випадкова величина має логнормальний розподіл, то її логарифм має нормальний розподіл.

## Визначення
Нехай розподіл випадкової величини {\displaystyle X} задається щільністю ймовірності, що має вид:
{\displaystyle f_{X}(x)=\left\{{\begin{matrix}{\frac {1}{x\sigma {\sqrt {2\pi }}}}e^{-(\ln x-\mu )^{2}/2\sigma ^{2}},&x>0\\0,&x\leq 0\end{matrix}}\right.},
де {\displaystyle \sigma >0,\;\mu \in \mathbb {R} }. Тоді кажуть, що {\displaystyle X} має логнормальний розподіл з параметрами {\displaystyle \mu } і {\displaystyle \sigma }. Пишуть: {\displaystyle X\sim \mathrm {Log} (\mu ,\sigma ^{2})\ }.

## Моменти
Формула для {\displaystyle k}-го моменту логнормальної випадкової величини {\displaystyle X} має вид:
{\displaystyle \mathbb {E} \left[X^{k}\right]=e^{k\mu +{\frac {k^{2}\sigma ^{2}}{2}}},\;k\in \mathbb {N} ,}
відкіля зокрема :
{\displaystyle \mathbb {E} [X]=e^{\mu +{\sigma ^{2} \over 2}}},
{\displaystyle \mathrm {D} [X]=\left(e^{\sigma ^{2}}-1\right)e^{2\mu +\sigma ^{2}}}.

## Властивості логнормального розподілу
- Якщо {\displaystyle X_{1},\ldots ,X_{n}} — незалежні логнормальні випадкові величини, такі що {\displaystyle X_{i}\sim \mathrm {Log} (\mu ,\sigma _{i}^{2})}, то їхній добуток також логнормальний:

{\displaystyle Y=\prod \limits _{i=1}^{n}X_{i}\sim \mathrm {Log} \left(n\mu ,\sum \limits _{i=1}^{n}\sigma _{i}^{2}\right)}.

## Зв'язок з іншими розподілами
- Якщо {\displaystyle X\sim \mathrm {Log} (\mu ,\sigma ^{2})\ }, то

{\displaystyle Y=\ln X\sim \mathrm {N} (\mu ,\sigma ^{2})\ }.

## Моделювання логнормальних випадкових величин
Для моделювання звичайно використовується зв'язок з нормальним розподілом. Тому, достатньо згенерувати нормально розподілену випадкову величину, наприклад, використовуючи перетворення Бокса-Мюллера, і обчислити її експоненту.

### Моделювання
Моделювання значень випадкової величини з логнормальним розподілом (з параметрами {\displaystyle \mu } і {\displaystyle \sigma }) проводиться за формулою {\displaystyle X=e^{Y}}, де {\displaystyle Y} має нормальний розподіл з тими ж параметрами.

## Застосування логнормального розподілу
У статистиці так званий логнормальний розподіл застосовується в тому випадку, коли починає змінюватися ціна активу в майбутньому, а це — випадковий процес, що в принципі повинний описуватися нормальним розподілом. Водночас для цілей імовірнісної оцінки вартості активу в теорії використовують не нормальний, а логнормальний розподіл. Це обумовлено наступним:
- По-перше, нормальний розподіл симетричний щодо її центральної осі і може мати як додатні, так і від'ємні значення; однак ціна активу не може бути від'ємною.
- По-друге, нормальний розподіл говорить про рівну імовірність для відхилення значень змінної чи нагору вниз. У той же час на практиці, наприклад, має місце інфляція, що натискає на ціни убік їхнього підвищення, а також сама тимчасова сутність грошей: вартість грошей сьогодні менше, ніж вартість грошей учора, але більше, ніж вартість грошей завтра.

Крива логнормального розподілу завжди додатня і має правобічну скошеність (асиметрично), тобто вона вказує на велику імовірність відхилення ціни вгору. Тому якщо, допустимо, ціна активу становить 50 дол., то крива логнормального розподілу свідчить про те, що пут-опціон з ціною виконання 45 дол. повинний коштувати менше колл-опціону із ціною виконання 55 дол., у той час як відповідно до нормального розподілу вони повинні були б мати однакову ціну. Хоча не можна сподіватися, що приведені вихідні припущення в точності виконуються у всіх реальних ринкових ситуаціях, проте прийнято вважати, що логнормальний розподіл є достатньо добрим як перше наближення у випадку активів, якими торгують на конкурентних ринках аукціонного типу для довгих розглянутих періодів.